# Francisco Solano López (Zeichner)

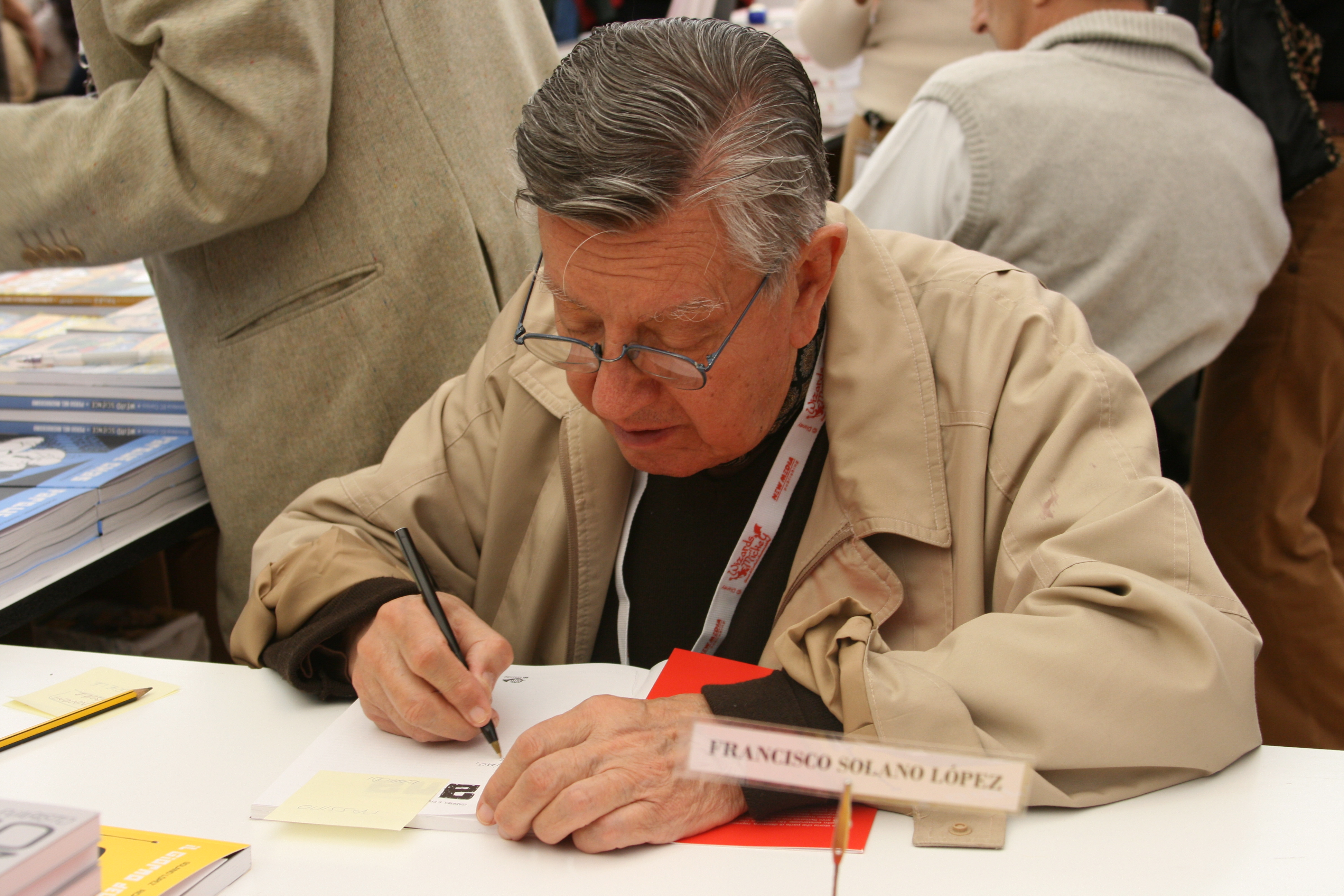
Francisco Solano López signiert am Comic Festival 2007 in Lucca.

Francisco Solano López (* 26. Oktober 1928 in Buenos Aires, Argentinien; † 12. August 2011 ebenda) war ein argentinischer Comiczeichner. Er illustrierte zahlreiche Comicserien und arbeitete eng mit Héctor Germán Oesterheld zusammen. Wegen der politischen Turbulenzen in Argentinien war er mehrmals gezwungen, in Spanien oder anderen Staaten zu arbeiten.

## Leben
Solano López begann seine Karriere als Comiczeichner in den 1950er, in einer Zeit, in welcher der Comicmarkt in Argentinien boomte. 1953 illustrierte er die Serie Perico y Guillerma. Bald darauf lernte er den Szenaristen Héctor German Oesterheld kennen, mit dem er bis zu seiner Verhaftung und seinem Verschwinden 1977 beruflich und persönlich eng verbunden blieb. Im Mittelpunkt ihrer ersten gemeinsame Serie stand der Superheld und Testpilot Bull Rocket, die im Magazin Misterix erschien. 1957 gründete Oesterheld zusammen mit seinem Bruder Jorge das Editorial Frontera. Der Comic-Verlag gab das Magazin Hora Cero herausgab. Für die von Héctor Oesterheld und Hugo Pratt entwickelten Serie Ernie Pike, zeichnete er mehrere Geschichten.
Am 4. September 1957 erschien zum ersten Mal die Serie El Eternauta, die Solano López bis 1959 illustrierte. Oesterheld schuf das Szenario dieses Science-Fiction-Comic, der in den 1970er Jahren in Argentinien zu einer Metapher für die Unterdrückung durch die Militärjunta wurde. 1959 begann Solano López für Fleetway in Madrid zu arbeiten. Um näher bei seinen Auftraggebern zu sein, zog er später nach London. Dort zeichnete er zahlreiche Comicserien, beispielsweise Kelly’s Eye. Dabei ließ er sich von Comiczeichnern aus Argentinien unterstützen, die wegen der damals dort herrschenden ökonomischen Krise arbeitslos waren.
Nachdem Solano López 1967 nach Argentinien zurückgekehrt war, nahm er wieder die Zusammenarbeit mit Oesterheld für eine weitere Folge von El Eternauta II auf. Er zeichnete außerdem die Science-Fiction-Saga Slot-Barr von Ricardo Barreiro und arbeitete an der Polizei-Serie Evaristo mit dem Autor Carlos Sampayo zusammen. 1976 brannte unter mysteriösen Umständen sein Haus in Buenos Aires nieder. Daraufhin emigrierte er ein weiteres Mal mit seiner Familie nach Madrid. 1984 zog er nach Rio de Janeiro weiter.
In den 1990er Jahren wechselte Solano López ins Genre des erotischen Comics Vor allem El Prostíbulo del Terror und El Institute wurden bekannt. Zusammen mit seinem Sohn Gabriel schuf er den Comic Ana e historias tristes. 1995 kehrte er nach Argentinien zurück. 2009 entwarf Solano López Zeichnungen für den Animationsfilm Eva de la argentina von María Seoane über Eva Perón.
Am 12. August 2011 starb er im 82. Altersjahr an einem Hirnschlag in Buenos Aires.

## Werke (Auswahl)
- Ernie Pike, 1957–1959, Szenario von Héctor Germán Oesterheld.
- El Eternauta (dt. Eternauta, avant-verlag, 2016), 1957–1959, Szenario von Héctor Germán Oesterheld.
- Kelly’s Eye (dt. Das magische Auge, 1962–1964).
- Pete's Pocket Army (dt. Pit und die Wunderknirpse, 1973–1978), Szenario von Tom Tully.
- Evaristo, 1984–1986, Szenario von Carlos Sampayo, Fierro.
- El instituto (dt. Junge Hexen, Schwarzer Turm, 2004), 1989, Szenario von Ricardo Barreiro.
- Ana e historias tristes, 2001, Szenario Gabriel Solano López.